# Vägatjärnen (Piteå socken, Norrbotten)
Vägatjärnen är en sjö i Piteå kommun i Norrbotten och ingår i Åbyälvens huvudavrinningsområde.